# 栗原広太
栗原 廣太（くりはら ひろた、1877年（明治10年） - 1955年（昭和30年））は戦前日本の官僚。
宮内省、南満洲鉄道東亜経済調査局、東京市に勤務した。

## 経歴
鳥取県の士族の家に生まれ、栗原茂吉と養子縁組して、家督を相続した。
1898年（明治31年）に日本法律学校（日本大学の前身）を卒業した。
1901年（明治34年）に高等文官試験に合格し、翌年宮内省に採用される。
1907年（明治40年）、大臣官房調査課長となる。
1914年（大正3年）、昭憲皇太后大喪後に退職した。
1920年（大正9年）から南満洲鉄道嘱託となる。
1923年（大正12年）から東亜経済調査局主事となる。
1934年（昭和9年）から東京市嘱託に転じた。

## 著書
- 1918年『尺八史考』[3]。